# Íñigo Eguaras
Íñigo Eguaras (Ansoáin, 1992. március 7. –) spanyol labdarúgó, az Almería középpályása.

## Pályafutása
Eguaras a spanyolországi Ansoáin községben született. Az ifjúsági pályafutását az Athletic Bilbao akadémiájánál kezdte.
2010-ben mutatkozott be a Baskonia felnőtt keretében. 2011-ben a Athletic Bilbao B-hez írt alá. 2014-ben a másodosztályú Sabadell, majd 2015-ben a Mirandés szerződtette. 2017-ben a Zaragozához igazolt. 2022. január 21-én 2½ éves szerződést kötött a szintén másodosztályú Almería együttesével. Először a 2022. január 24-ei, Eibar ellen 2–0-ra elvesztett mérkőzés 80. percében, César de la Hoz cseréjeként lépett pályára. Első gólját 2022. április 11-én, a Ponferradina ellen hazai pályán 3–1-es győzelemmel zárult találkozón szerezte meg. A 2021–22-es szezonban feljutottak az első osztályba.

## Statisztikák
2022. november 13. szerint
| Klub     | Szezon   | Osztály          | Bajnokság | Bajnokság | Kupa és Ligakupa | Kupa és Ligakupa | Nemzetközi | Nemzetközi | Összesen | Összesen |
| Klub     | Szezon   | Osztály          | Meccs     | Gól       | Meccs            | Gól              | Meccs      | Gól        | Meccs    | Gól      |
| -------- | -------- | ---------------- | --------- | --------- | ---------------- | ---------------- | ---------- | ---------- | -------- | -------- |
| Sabadell | 2014–15  | Segunda División | 34        | 1         | 1                | 0                | —          | —          | 35       | 1        |
| Mirandés | 2015–16  | Segunda División | 35        | 4         | 2                | 0                | —          | —          | 37       | 4        |
| Mirandés | 2016–17  | Segunda División | 34        | 3         | 1                | 0                | —          | —          | 35       | 3        |
| Mirandés | Összesen | Összesen         | 69        | 7         | 3                | 0                | 0          | 0          | 72       | 7        |
| Zaragoza | 2017–18  | Segunda División | 40        | 0         | 2                | 1                | —          | —          | 42       | 1        |
| Zaragoza | 2018–19  | Segunda División | 29        | 1         | 1                | 0                | —          | —          | 30       | 1        |
| Zaragoza | 2019–20  | Segunda División | 39        | 2         | 1                | 0                | —          | —          | 40       | 2        |
| Zaragoza | 2020–21  | Segunda División | 35        | 0         | 0                | 0                | —          | —          | 35       | 0        |
| Zaragoza | 2021–22  | Segunda División | 19        | 1         | 2                | 1                | —          | —          | 21       | 2        |
| Zaragoza | Összesen | Összesen         | 162       | 4         | 6                | 2                | 0          | 0          | 168      | 6        |
| Almería  | 2021–22  | Segunda División | 14        | 1         | 0                | 0                | —          | —          | 14       | 1        |
| Almería  | 2022–23  | La Liga          | 11        | 1         | 1                | 0                | —          | —          | 12       | 1        |
| Almería  | Összesen | Összesen         | 25        | 2         | 1                | 0                | 0          | 0          | 26       | 2        |
| Összesen | Összesen | Összesen         | 290       | 14        | 11               | 2                | 0          | 0          | 301      | 16       |

## Sikerei, díjai
Almería
- Segunda División
  - Feljutó (1): 2021–22

## Fordítás
Ez a szócikk részben vagy egészben  az   Íñigo Eguaras című angol Wikipédia-szócikk fordításán alapul.  Az eredeti cikk szerkesztőit annak laptörténete sorolja fel. Ez a jelzés csupán a megfogalmazás eredetét és a szerzői jogokat jelzi, nem szolgál a cikkben szereplő információk forrásmegjelöléseként.